# Feroaliaj
Feroaliajele sunt aliaje de fier și unul sau mai multe elemente prezente în concentrații ridicate. Ele se folosesc ca materie primă în producerea de oțeluri aliate sau de aliaje neferoase și pentru dezoxidare.
Cele mai cunoscute feroaliaje sunt:
- ferosiliciu - FeSi
- feromangan - FeMn
- ferocrom - FeCr
- feronichel - FeNi
- feromolibden - FeMo
- ferotitan - FeTi
- ferowolfram - FeW
- feroaluminiu - FeAl
- feromagneziu - FeMg
- ferovanadiu - FeV
- ferobor - FeB
- ferofosfor - FeP
- feroniobiu - FeNb
- ferouraniu

## Producție, pe procese
Feroaliajele sunt produse, în general, prin două metode: într-un furnal sau într-un cuptor cu arc electric. Producția în furnale înalte a scăzut continuu în secolul al XX-lea, în timp ce producția cu arc electric este în continuă creștere. În prezent, ferromanganul poate fi încă produs eficient în furnal înalt, dar, chiar și în acest caz, cuptoarele cu arc electric se răspândesc. Mai frecvent, feroaliajele sunt produse prin reacții carbotermice, care implică reducerea oxizilor cu carbon (sub formă de cocs) în prezența fierului. Unele feroaliaje sunt produse prin adăugarea de elemente în fierul topit.
De asemenea, este posibilă producerea de feroaliaje de somă prin procese de reducere directă. De exemplu, procesul Krupp-Renn este utilizat în Japonia pentru a produce feronichel.

## Producția și consumul, pe feroaliaje

### Ferocromiu
Principalele țări producătoare de minereu de crom la nivel mondial în 2014 au fost Africa de Sud (12 Mt), Kazahstan (3,7 Mt), India (3,5 Mt) și Turcia (2,6 Mt). Cea mai mare parte a producției de minereu de crom a fost topită în cuptoare cu arc electric pentru a produce ferocrom pentru industria metalurgică. Principalele țări producătoare mondiale de ferocrom în 2014 au fost China (4,5 Mt), Africa de Sud (3,6 Mt), Kazahstan (1,2 Mt) și India (0,9 Mt). Cea mai mare parte din cele 11,7 Mt de ferocrom produse la nivel mondial a fost consumată la fabricarea oțelului inoxidabil, care a totalizat 41,7 Mt în 2014